# Neal Marlens
Neal Marlens est un scénariste, producteur et réalisateur américain.

## Filmographie

### Comme scénariste
- 1983 : Amanda's
- 1988 : Les Années coup de cœur (The Wonder Years) (série télévisée)

### Comme producteur
- 1985 : Quoi de neuf, docteur ? (Growing Pains) (série télévisée)
- 1986 : Soul Man

### Comme réalisateur
- 1994 : Ellen (série télévisée)